# أدولف ويل
أدولف ويل (بالألمانية: Adolf Weil) (و. 1848 – 1916 م) هو طبيب، وأستاذ جامعي، وعالم أمراض، وطبيب باطني من دوقية بادن الكبرى، والإمبراطورية الألمانية، ولد في هايدلبرغ، وكان عضوًا في الأكاديمية الألمانية للعلوم ليوبولدينا، توفي في فيسبادن، عن عمر يناهز 68 عاماً.

## التعليم
تعلم في جامعة هايدلبرغ، وجامعة فيينا، وجامعة فريدرش فيلهيلم في برلين.